# Ululodes brachycerus
Ululodes brachycerus är en insektsart som beskrevs av Luisa Eugenia Navas 1918. Ululodes brachycerus ingår i släktet Ululodes och familjen fjärilsländor. Inga underarter finns listade i Catalogue of Life.